# Kia Seltos
La Kia Seltos è un'autovettura prodotta dalla casa automobilistica coreana Kia Motors a partire dal 2019.

## Descrizione

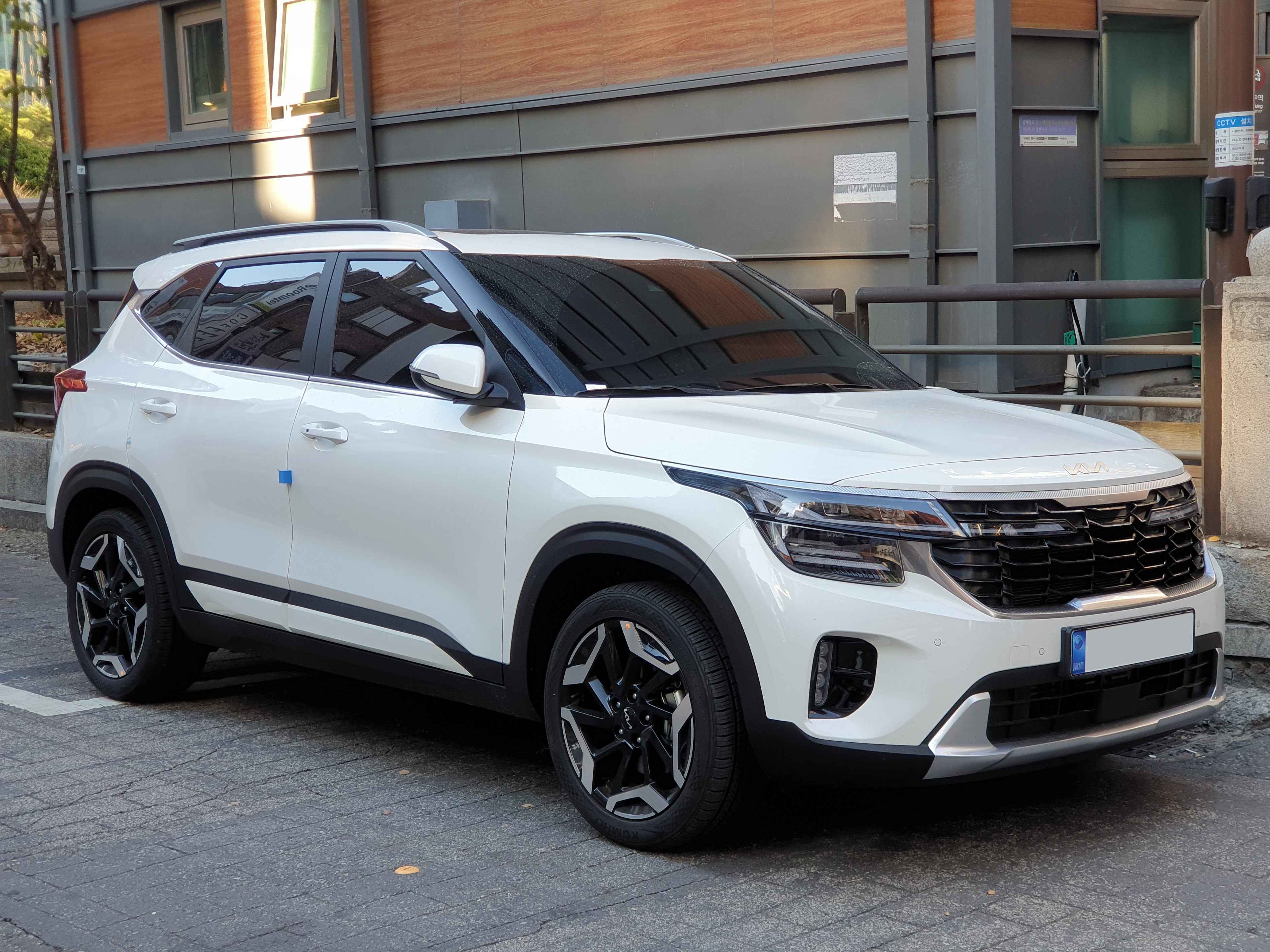
Seltos Restyling 2022

Basato sulla concept car Kia SP Signature, il suo nome deriva da Celtos figura della mitologia greca.
La Kia Seltos è stata anticipata dalla concept car chiamata SP Concept, presentata in occasione dell'Auto Expo nel febbraio 2018.
La Seltos è presentata in Corea del Sud il 18 luglio 2019, in India il 22 agosto 2019 e nelle Filippine il 6 novembre 2019, venendo venduta in vari mercati orientali ad eccezione dell'Europa, dove il segmento di mercato occupato dalla vettura è lo stesso della Stonic e Xceed. All'inizio del 2020, è stata avviata la commercializzazione anche nei mercati nordamericani e del Messico.
Nel settembre 2019, la Seltos è stata presentata al salone di Chengdu come seconda generazione della Kia KX3, debuttando sul mercato cinese nel dicembre 2019.